# Дмитрий Бивол — Хильберто Рамирес
Дмитрий Бивол против Хильберто Рамиреса — профессиональный боксёрский поединок между действующим супер-чемпион мира по версии WBA в полутяжёлом весе Дмитрием Биволом и обязательным претендентом на титул WBA (супер) в полутяжелом весе Хильберто Рамиресом. Бой состоялся 5 ноября 2022 года.

## Предыстория поединка
11 июля 2022 года WBA обязала Бивола провести обязательную защиту титула против бывшего чемпиона WBO в суперсреднем весе и текущего главного претендента на титул, мексиканского боксёра Хильберто Рамиреса. Его промоутеры, Matchroom Boxing, попросили сделать исключение, чтобы обойти обязательную защиту титула против Рамиреса и вместо этого встретиться с Джошуа Буатси. Запрос был отклонен WBA 10 августа. 21 августа оба бойца пришли к соглашению, согласовав бой 5 ноября 2022 года в Объединённых Арабских Эмиратах.На турнире также должен был состояться бой Джо Кордина и Шавката Рахимова, но в связи с травмой руки Кордин был вынужден сняться с боя.

## Ход боя
С первого раунда Бивол обозначил свое преимущество. Он забрал центр ринга и действовал значительно острее соперника, выбрасывая большое количество ударов. Рамирес, который превосходил россиянина по габаритам, никак не мог подстроиться к скорости и темпу бою. Раунд за раундом Бивол перебивал более медлительного соперника. Рамирес пытался использовать свое главное оружие — дальнобойный джеб, но делал это очень медленно. Сказывалась большая разница в скорости ног. За 36 минут боя претендент так и не смог подстроиться к рваному темпу боя, который ему навязал Бивол. Как итог — победа Дмитрия Бивола единогласным решением судей.

## Статистика ударов
Ударов всего
| Боксёр            | Раунд             | 1      | 2      | 3      | 4      | 5      | 6      | 7      | 8      | 9      | 10     | 11     | 12     | Всего   |
| ----------------- | ----------------- | ------ | ------ | ------ | ------ | ------ | ------ | ------ | ------ | ------ | ------ | ------ | ------ | ------- |
| Дмитрий Бивол     | Попаданий/всего   | 18/74  | 8/45   | 9/52   | 6/55   | 9/43   | 10/40  | 13/45  | 5/47   | 16/61  | 3/31   | 16/81  | 18/69  | 131/641 |
| Дмитрий Бивол     | Процент попаданий | 24.3 % | 17.8 % | 17.3 % | 10.9 % | 20.9 % | 25 %   | 28.9 % | 10.6 % | 26.2 % | 9.7 %  | 19.8 % | 26.1 % | 20.4 %  |
| Хильберто Рамирес | Попаданий/всего   | 11/66  | 10/73  | 14/76  | 5/75   | 7/71   | 9/79   | 5/72   | 8/70   | 10/67  | 9/72   | 10/72  | 9/86   | 107/878 |
| Хильберто Рамирес | Процент попаданий | 16.7 % | 13.7 % | 18.4 % | 6.7 %  | 9.9 %  | 11.4 % | 6.9 %  | 11.4 % | 14.9 % | 12.5 % | 14.1 % | 10.5 % | 12.2 %  |

Джебы
| Боксёр            | Раунд             | 1      | 2      | 3      | 4      | 5      | 6      | 7      | 8     | 9      | 10    | 11     | 12     | Всего  |
| ----------------- | ----------------- | ------ | ------ | ------ | ------ | ------ | ------ | ------ | ----- | ------ | ----- | ------ | ------ | ------ |
| Дмитрий Бивол     | Попаданий/всего   | 8/49   | 5/32   | 6/38   | 5/42   | 4/29   | 6/28   | 7/29   | 3/30  | 6/26   | 1/22  | 7/51   | 6/34   | 64/410 |
| Дмитрий Бивол     | Процент попаданий | 16.3 % | 15.6 % | 15.8 % | 11.9 % | 13.8 % | 21.4 % | 24.1 % | 10 %  | 23.1 % | 4.5 % | 13.7 % | 17.6 % | 15.6 % |
| Хильберто Рамирес | Попаданий/всего   | 4/45   | 2/52   | 5/52   | 3/53   | 5/49   | 4/58   | 3/47   | 3/44  | 3/36   | 2/45  | 3/36   | 1/39   | 38/556 |
| Хильберто Рамирес | Процент попаданий | 8.9 %  | 3.8 %  | 9.6 %  | 5.7 %  | 10.2 % | 6.9 %  | 6.4 %  | 6.8 % | 8.3 %  | 4.4 % | 8.3 %  | 2.6 %  | 6.8 %  |

Силовые удары
| Боксёр            | Раунд             | 1      | 2      | 3      | 4     | 5      | 6      | 7      | 8      | 9      | 10     | 11   | 12     | Всего  |
| ----------------- | ----------------- | ------ | ------ | ------ | ----- | ------ | ------ | ------ | ------ | ------ | ------ | ---- | ------ | ------ |
| Дмитрий Бивол     | Попаданий/всего   | 10/25  | 3/13   | 3/14   | 1/13  | 5/14   | 4/12   | 6/16   | 2/17   | 10/35  | 2/9    | 9/30 | 12/35  | 67/233 |
| Дмитрий Бивол     | Процент попаданий | 40 %   | 23.1 % | 21.4 % | 7.7 % | 35.7 % | 33.3 % | 37.5 % | 11.8 % | 28.6 % | 22.2 % | 30 % | 34.3 % | 28.8 % |
| Хильберто Рамирес | Попаданий/всего   | 7/21   | 8/21   | 9/24   | 2/22  | 2/22   | 5/21   | 2/25   | 5/26   | 7/31   | 7/27   | 7/35 | 8/47   | 69/322 |
| Хильберто Рамирес | Процент попаданий | 33.3 % | 38.1 % | 37.5 % | 9.1 % | 9.1 %  | 23.8 % | 8 %    | 19.2 % | 22.6 % | 25.9 % | 20 % | 17 %   | 21.4 % |

## Судейские записки
| Счёт судейских записок | Счёт судейских записок | Счёт судейских записок | Счёт судейских записок | Счёт судейских записок | Счёт судейских записок |
| Стэнли Кристодулу      | Стэнли Кристодулу      | Жан Роберт Лэйн        | Жан Роберт Лэйн        | Павел Кардини          | Павел Кардини          |
| ---------------------- | ---------------------- | ---------------------- | ---------------------- | ---------------------- | ---------------------- |
| Дмитрий Бивол          | Хильберто Рамирес      | Дмитрий Бивол          | Хильберто Рамирес      | Дмитрий Бивол          | Хильберто Рамирес      |
| 117                    | 111                    | 118                    | 110                    | 117                    | 111                    |

## Критика
Джордж Камбосос — «Бивол — зверь!! Следующий бой должен быть против Бетербиева!! Лучшие дерутся с лучшими».
Джамель Херринг — «Я был уверен, что это будет не близкий бой. Меня удивило, как много людей были шокированы, что это был не близкий бой».
Сэм Джонс (промоутер) — «Канело просто нужно оставить этот рематч и тогда он не потерпит ещё одно поражение. Он не победит Бивола и через миллион лет».
Оскар Де Ла Хойя — «Поздравляю, Бивол! У тебя потрясающий талант, и я всегда уважал тебя на ринге и за его пределами. Зурдо, держи голову выше, поскольку одно поражение от лучшего не ставит на твоей карьере крест».
Тедди Атлас — «Бивол контролирует дистанцию, обладает скоростью, точностью, терпением. Но именно благодаря своей непоколебимой психике он может победить Бетербиева».
Хильберто Рамирес так прокомментировал своё поражение — «Я донес до него много ударов. Думаю, я сделал достаточно для победы, но судьи сделали свою работу. Тем не менее я благодарен, что получил такую возможность. Поздравляю Бивола и его команду с победой».
После боя победитель главного поединка Дмитрий Бивол выразил желание провести бой за объединение поясов с другим российским боксёром Артуром Бетербиевым.